# 飯尾賢連
飯尾 賢連（いのお かたつら、生没年不詳）は、戦国時代の武将。吉良氏の家臣、後に今川氏家臣。通称は善左衛門、善四郎。父は飯尾長連、子に飯尾乗連。遠江国曳馬城主。
遠江飯尾氏は渡来人・三善氏の後裔で室町幕府の奉行衆の家柄とされる。同氏が三河国の吉良氏に仕えていたことは『山科家礼記』応仁2年（1468年）7月5日条に「吉良殿内飯尾善四郎」という人名が記載されていることから裏付けられる。善四郎は飯尾氏代々の当主の通称であり、この時の当主は遠江国浜松荘の代官であった賢連の父・長連と推測される。
文明8年（1476年）、今川義忠の遠江侵攻に呼応した長連が戦死すると家督を継ぐが、吉良氏は浜松荘の代官に賢連ではなく反今川派の大河内貞綱を任じてしまう。その後、今川氏親の支持を受けた賢連と斯波義達の支持を受けた貞綱が浜松荘とその拠点である曳馬城を巡って争い、文亀元年（1501年）に賢連が浜松荘の代官に任じられている。
その後、遠江の支配権を巡る今川氏と斯波氏の争いが激化して、浜松荘の吉良氏家臣団も今川氏と結ぶ飯尾氏と斯波氏と結ぶ大河内氏が激しく争うが、三河の主家・吉良氏は自分たちと同じ足利氏一門である今川氏と斯波氏の争いから距離を置こうとしていたとみられている。しかし、永正14年（1517年）に今川氏親が斯波義達を捕らえて大河内貞綱を滅ぼして遠江全域を支配すると、今川氏に非協力的とみなされた吉良氏は浜松荘から追われてしまう。氏親の支援で曳馬城に入っていた賢連も吉良氏を見限って今川氏から浜松荘の安堵を受けて、以降は今川氏に仕えることになった。